# 나는야 인기인
나는야 인기인(일본어: オラはにんきもの 오라와닌키모노[*])은 《크레용 신짱》(짱구는 못말려)의 주인공인 노하라 신노스케(신짱구) (성우: 야지마 아키코)가 부르고 1993년 7월 15일 워너 뮤직 재팬에서 발매한 노래이다.

## 개요
TV 애니메이션 《크레용 신짱》의 3번째 오프닝 테마로 1993년 7월 12일부터 1995년 9월 25일 방송분까지 사용됐다.
극장판의 오프닝으로도 사용이 되었는데《액션가면 대 그래그래 마왕》《부리부리 왕국의 보물》《흑부리 마왕의 야망》에 사용되었으며《폭풍을 부르는 석양의 떡잎마을 방범대에서 9년 만에 다시 사용되었다.《어른 제국의 역습》에서도 코바야시 사치코가 부른 <우리들은 인기인>이 주제가로 사용될 예정이었으나 취소되었다. 이 곡은 주제가 〈잘 지내고 있어〉(元気でいてね のCD)의 커플링곡으로 수록되었다.
또, 리듬 게임 《pop'n music 12 이로하》(코나미)에도 이 곡이 수록됐다. 아티스트 명의는 ‘노하라 신노스케’이며 야지마 아키코가 편곡하여 불렀다. 미사에(봉미선)의 대사도 신노스케(짱구)가 담당하고 있다. 우스이 요시토가 사망하고 현재는 제거되었다.
신노스케는 1993년의 제44회 NHK 홍백가합전에 특별 게스트로 출연하며, 〈나는야 인기인〉(オラはにんきもの)을 불렀다.
2009년 6월 12일 방송 結婚式でノリノリだゾ(대한민국에서는 2012년 7월 5일에 방영된 12기 1화 첫번째 에피소드 '결혼식 축가를 불러요')에서 신노스케가 부르는 형태로 오랜만에 나왔다. 다만, 음원은 1993년 판이기 때문에 현재의 신노스케 목소리와는 다소 차이가 있다. 한국에서는 비교적 최신 음원으로 방영되었다. 처음의 일부를 카자마가 플루트를 연주하고 있었는데 도중에 신노스케가 난입하여 노래하는 형태였다.

## 더빙
- 해외에서는 일부를 없애고, 거의 현지어로의 더빙판이 흐르고 있다(다만, 미국에서는 인트로만). 해외에서는 록 뮤지션이 커버하거나 하는 등 애니메이션 송의 틀을 넘은 인기곡이 되고 있다.
- 한국어 버전으로는 비디오 버전과 TV방영 버전으로 나뉜다.

비디오 버전은 원래의 가사를 거의 그대로 번안하여 사용하였고 영상은 극장판 2기인 부리부리 왕국의 보물의 오프닝 영상을 사용하였다.

TV방영 버전은 SBS의 마지막 방영 기수인 7기에서 사용되었는데 일본판 3기 오프닝의 영상을 토대로 가사를 번안하였다.

박영남이 불렀으며 이 버전은 SBS뿐 아니라 투니버스 7~9기와 뉴 에피소드에서 사용되었다. 7~9기는 일본판 3기의 오프닝 영상이 뉴에피소드에서는 일본판 5기의 오프닝 영상이 나왔다.

## 수록곡
1. 나는야 인기인(オラはにんきもの)
  - 작사: 리노즈카 레오, 작곡: 코스기 야스오, 편곡: 카토 미치아키, 노래: 노하라 신노스케(성우: 야지마 아키코)
2. 엄마의 진실한 자장가(かーちゃんのまじめな子守唄)
  - 작사: 카토 모이치, 작곡: 카와이 에리, 편곡: 하야시 유조, 노래: 노하라 미사에(성우: 나라하시 미키）
3. 나는야 인기인 (카라오케)
4. 엄마의 진실한 자장가 (카라오케)